# Quinten Timber
Quinten Ryan Crispito Timber (født 17. juni 2001) er en hollandsk professionel fodboldspiller, som spiller for Eredivisie-klubben Feyenoord.

## Baggrund
Timber er født i Utrecht til en far fra Curaçao og en mor fra Aruba. Han har fire brødre, hvor af to af dem, hans storebror Dylan Timber og hans tvillingebror Jurriën Timber, også er professionelle fodboldspillere.

## Klubkarriere

### Ajax
Timber kom igennem Ajax ungdomsakademi, og gjorde sin debut for Jong Ajax i 2018. Han fik dog aldrig en kamp for førsteholdet.

### FC Utrecht
Timber skiftede i maj 2021 til en sin lokalklub FC Utrecht. Skiftet var en stor succes, og han blev i sin debutsæson kåret som årets spiller i klubben.

### Feyenoord
Timber skiftede i juli 2022 til Feyenoord, som han tidligere havde spillet med på ungdomsniveau. Skiftet gjorde ham til det dyreste salg i Utrechts historie.

## Landsholdskarriere
Timber har repræsenteret Holland på flere ungdomsniveauer. Han var del af Hollands U/17-trup, som vandt U/17 Europamesterskabet i 2018.

## Titler
Ajax
- KNVB Cup: 1 (2020-21)

Feyenoord
- Eredivisie: 1 (2022-23)

Holland U/17
- U/17 Europamesterskabet: 1 (2018)

Individulle
- FC Utrecht Årets spiller: 1 (2022)